# Copernicus Peak Lookout Tower
La Copernicus Peak Lookout Tower est une tour de guet du comté de Santa Clara, en Californie, dans le sud-ouest des États-Unis. Située à 1 335 m d'altitude au sommet du pic Copernicus, dans la chaîne Diablo, elle a été construite en 1938.